# 九份侖頂福山宮
25°06′27″N 121°50′48″E / 25.107387°N 121.846792°E
九份侖頂福山宮，是位於臺灣新北市瑞芳區永慶里的土地祠，為九份、金瓜石最大的土地公廟，採小廟外加蓋大廟而成，昔日因金礦而繁華一時。

## 外景
此廟位在九份往三貂嶺古道途中，為雙溪與金瓜石、九份間的三岔路口，今址為崙頂路2號，屬永慶里，廟地為台陽公司所有。
廟前一座小公園，其山櫻花樹是日治時期就栽種。立委李儒聰等人曾於1972年時捐資修繕一堵防風牆，藉此保護廟的櫻花。1996年報導，說廟方最近為種植櫻花，夷平廣場的幾座墳墓，發現其中有清代千總的玉印。
廟埕東有一塊可以審視出幾粒金點的礦石，為1969年興建欽賢國中，滾落溪澗中被撿到。廟前還有日治時代的石燈籠，在2001年2月24日時發現有遭破壞的跡象。門聯有「公臨福地千秋享，廟鎮金山萬戶崇」、「福澤恩深憑正德，金生土旺便靈山」對聯。

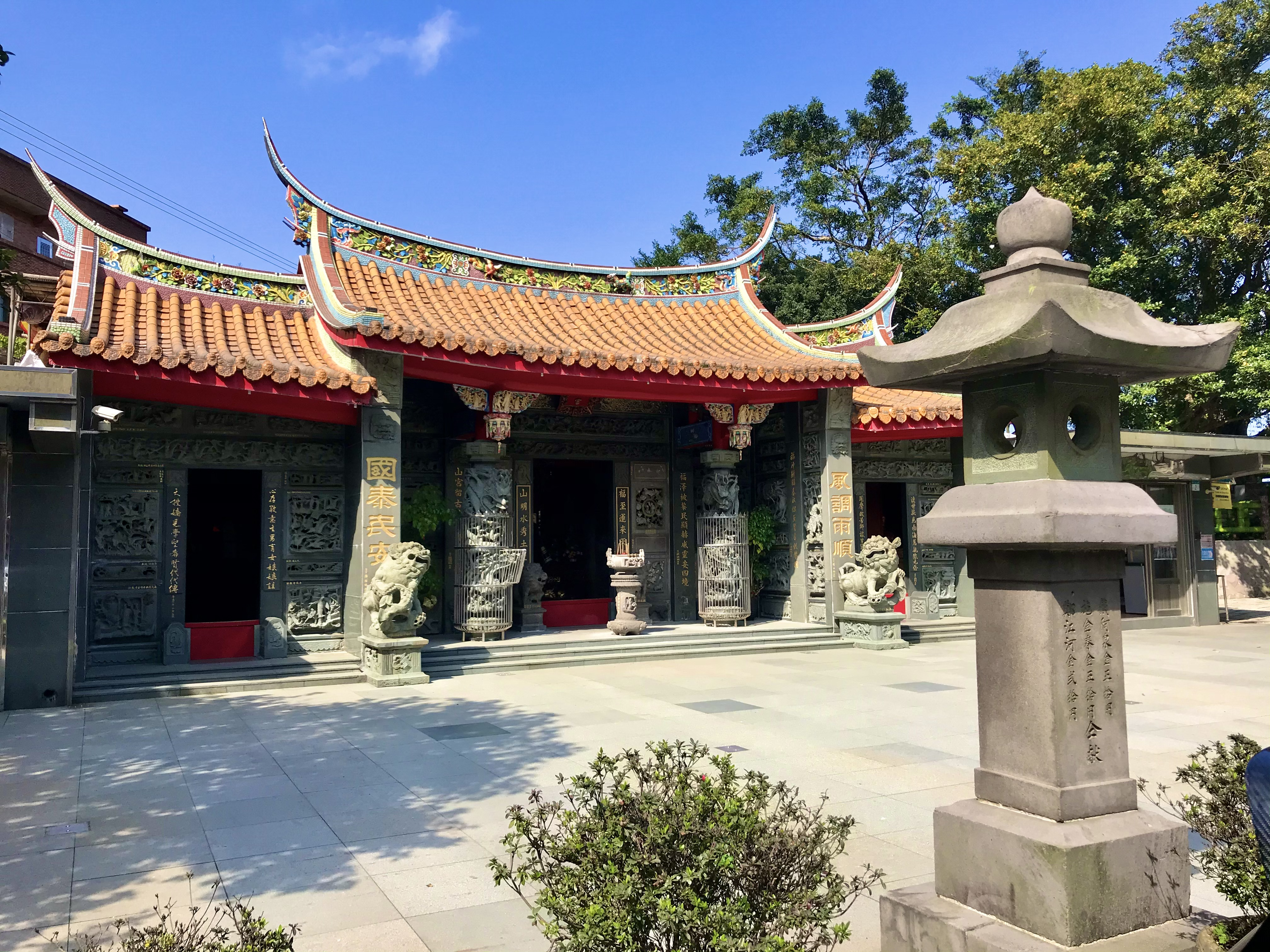
九份侖頂福山宮與石燈籠

## 沿革
據福山宮管理人林登發表示，此廟建於1798年，可能是農人所建；廟祝賴弘隆則認為，此廟建於光緒年間；1972年的紀念碑中則記述，是1848年，山區發現山金，此廟因此誕生。
光緒年間，金瓜石發現金礦，人潮蜂擁而至。1934年至1939年間，因採礦技術進步，金瓜石黃金產量大增，福山宮日夜香火繚繞、車水馬龍，信徒們特地開闢了大門前的廣場，稱之為「土地公坪」。1935年各大礦主發起整修大殿及增建兩側廂房，1936年由礦工藍有明等修繕福山宮，為陳應彬等人擴建，擴建成為三川殿與有天井的大廟。廟方表示，當時金明利礦業公司一直採不到金礦，老闆入廟參拜得到土地公入夢指示重用兩名藍姓雇員後，果真採得金礦致富，因而擴建，成為金瓜石、九份規模最大土地公廟。
1996年大修，由在九份市場作芋圓生意的賴罔捐贈龍柱。

## 廟內

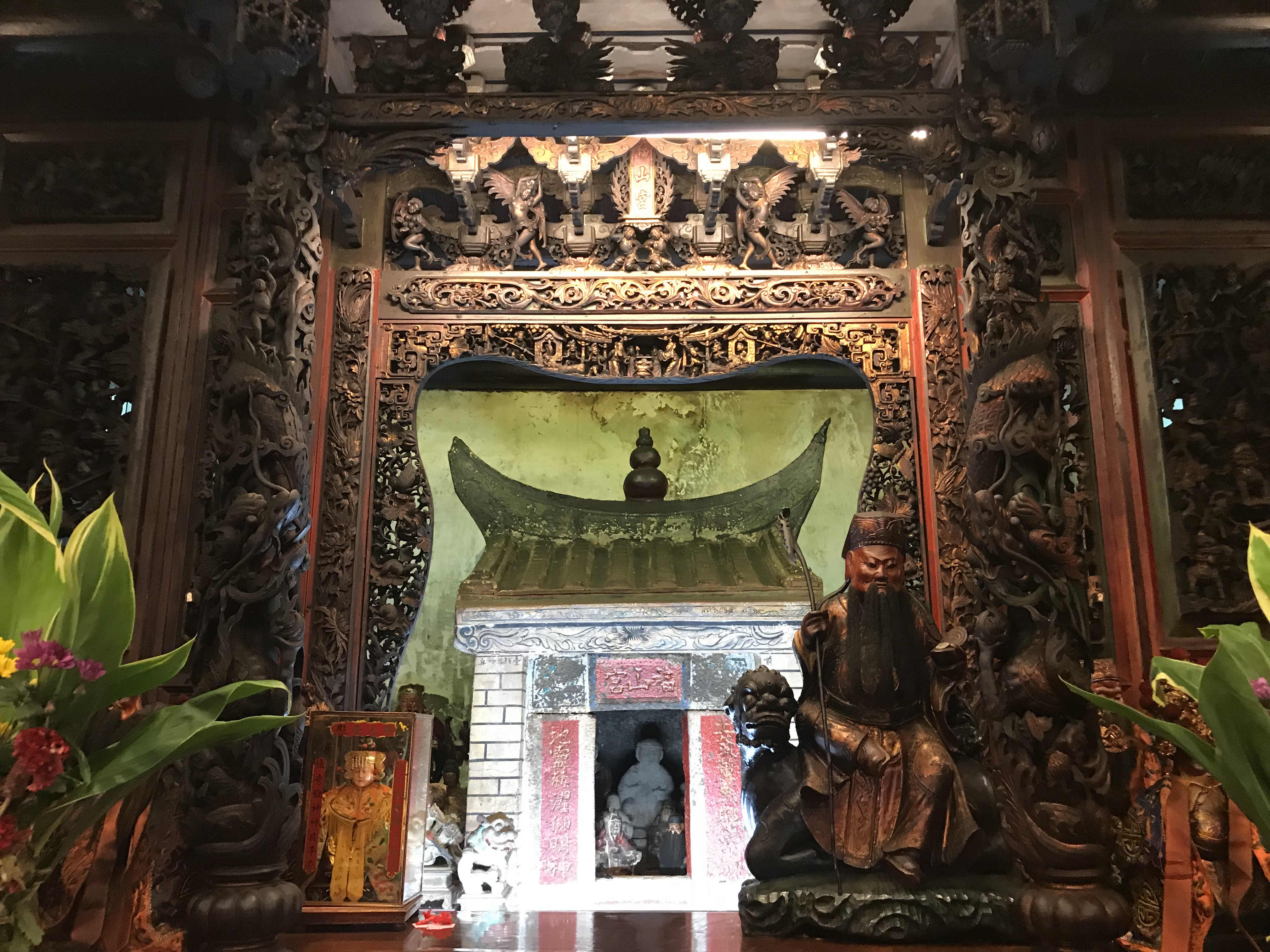
小廟

該廟為三層的廟中廟。黃金博物館人員解釋，想翻新廟身的信徒在擲筊得不到應允時，會改為原地擴建廟宇，包括九份福山宮、福安宮、金福宮、慶福宮、福興宮都有相同情形，讓廟中廟成為金瓜石、九份地區廟宇一大特色。距離此廟約四百公尺處有類似的廟中廟，當地住戶表示，兩間土地公廟興建年代差不多，曾有信徒為了哪間土地公廟先蓋而爭議，因福山宮的腹地較大加上庭院的櫻花，所以較具名聲。
有別於一般廟宇在神龕刻上麒麟、龍鳳、兵馬等圖樣，福山宮神龕以人物呈現，正中間由兩尊仙女扛著「福山宮」廟匾。另外還雕有螃蟹與花朵，螃蟹是橫著走的，花則表示花開富貴，兩者加在一起等於「發橫財」。兩側則有四尊裸女天使，廟祝賴弘隆認為早期參拜者以礦工居多，建造者可能考量礦工喜見女色，才會出現這種罕見設計手法。 
神龕上靠左的是鎮殿土地公，高兩三尺。中間的那尊資格最古，手拄柺杖，白髯飄胸。神龕後面則是最早的那座小土地廟，裡面擠滿六、七尊石造的小土地公，完全石頭原色。傳說小廟內曾有一尊黃金土地公像，為清朝的三貂堡的林英、林黨搶先到小金瓜露頭開採，因而暴富，為答謝神恩，遂將一礦石雕成神像，供祀於廟裡，後來他們搗毀此神像取金，貧困而死。

## 祭祀
農曆四月初一，九份居民會請來關渡宮二媽遶境，從九份聖明宮出發，依序經過此廟、墳墓區、基山街、礦坑口、汽車路、輕便路、昇平戲院等，最後回聖明宮。
挖礦者將挖金礦視為「土地公錢」、「土地公金仔」，因而會先向土地公請示挖掘位置。金瓜石慣例在每座金礦口供奉一尊小土地公神像，隨時加以請示。老礦工陳石城表示，當年挖礦時，日本人拜山神、台灣人則拜土地公，每月初二、十六都會燒金紙祭拜，若礦工成功挖到黃金，會把土地公迎回奉祀還願。武暖石橋頭福德廟的土地公神像就被請到金瓜石過。
九份的土地公廟曾因金礦發達，不下五十座之多，但自始至終仍以侖頂福山宮香火最盛，除了不定期的謝恩之外，農曆二月初二及八月十五日，居民都會準備牲品前往祭拜。農曆五月二十三日，分香的土地公神像會回來此刈香，管理員吳水龍說因二月初二、八月十五這裡常落雨，所以改在這天舉行，但記者林明峪認為是要錯開分香廟的祭祀日期。1977年報導時，因九份礦業沒落，此廟香火大減，被以記者「門可羅雀」形容。各礦場也都關門停產，礦場分香的土地公因無人可以奉祀又一一被送回，在2002年報導時送回恭奉的神像已超過廿尊以上。